# صالح آباد
 صالح آباد  قرية صغيرة حديثة تقع أسفل هضبة دُماله، من جهة الجنوب، وشمال هضبة « طُنب بردُومَه» وتتبع ناحية كوخرد ( بالفارسية: بخش كوخرد ) من توابع مدينة بستك وتقع في محافظة هرمزگان في جنوب إيران. وتبعد عن كوخرد مركز ناحية كوخرد بحوالي 5 كيلومترات، وعن مدينة بستك 50 كيلومتراً.  

## سبب التسمية
سبب تسمية القرية باسم (صالح آباد) نسبتاً إلى بانيها:(الشيخ صالح بن الشيخ محمد رضا المدني)، لذلك سميت بــ(صالح آباد) ومعناه: « عمارة صالح»، وهو من سلالة شيخ حسن المدني مشايخ قرية لاور شيخ الذين نزحوا من لاور واستوطنوا في أسفل هضبة جبال الناخ التابعة لضيعة كوخرد.

## حدود قرية صالح آباد
من الشمال: سلسلة جبال الناخ وهضبة « طُنب دُماله »، ومن الجنوب هضبة « طُنب بردُومَه» وخادون ونهر مهران، ومن الغرب قريتا كریند وكوردان، ومن الشرق تنتهي بـوادي ناخ وقرية آسو.

## السكان
يبلغ تعداد سكان هذه القرية حوالي (261) شخص
من أهل السنة والجماعة وعلى المذهب الشافعي يتكلمون الفارسية باللهجة المحلية، بها مسجد ومدرسة مشتركة، وليس لهم أراضي زراعية.

## موقع القرية على خارطة غوغل ماب
- موقع قرية صالح آباد على: Google Maps